# حسين آباد حرمه (مقاطعة فارياب)
حسين‌آباد حرمه (بالفارسية: حسین‌آباد حرمه) هي قرية تقع في البلدة المركزية في إيران. يقدر عدد سكانها بـ 45 نسمة .